# Laodicea de Mesopotàmia
Laodicea de Mesopotàmia (en grec antic Λαοδίκεια) és una ciutat esmentada per Plini el Vell que la situa a Mesopotàmia junt amb Selèucia del Tigris i Artemita d'Apol·linatis. Es va fundar a l'època selèucida en territori del modern Iraq, però les ruïnes no s'han localitzat.